# Кобаяси, Ю
Ю Кобаяси (яп. 小林ゆう Кобаяси Ю:, род. 5 февраля 1982, Токио) — японская сэйю. Работает в агентстве HolyPeak. На второй церемонии Seiyu Awards 2008 года была награждена как лучшая начинающая актриса. 

## Интересные факты
- Ю Кобаяси является поклонницей рок-музыки, а её любимыми рок-группами являются Queen и Red Hot Chili Peppers.

- Её любимыми аниме-сериалами являются ONE PIECE и DRAGON BALL.

- Также Ю Кобаяси имеет квалификацию диетолога.

- В конце декабря 2017 года она вышла замуж.

## Роли в аниме
2004 год
- Dan Doh!! — Дандо Аоба
- Diebuster — Цитрон Римон
- InuYasha — Дай
- Ragnarok The Animation — Рин
- Samurai 7 — Сино
- School Rumble — Лала Гонзалес

2005 год
- Itsudatte My Santa! — Шерри
- Koi Koi Seven — Оки Махиру
- Mahou Sensei Negima — Сэцуна Сакурадзаки
- Okusama wa Mahou Shoujo — Кацура
- Starship Operators — Минасэ Синохара

2006 год
- Buso Renkin — Титосэ Татэяма
- Gintama — Аямэ Сарутобэ (Саттян)
- Gundou Musashi — Ниндзя-таро
- Maria-sama ga Miteru — Кикуё Аянокодзи
- Negima!? — Сэцуна Сакурадзаки
- Rakugo Tennyo Oyui — Рё Сэнгоку
- School Rumble Nigakki — Лала Гонсалес
- Tokyo Tribe 2 — Сумми
- Tsuyokiss — Нагоми Яси
- «Лес Животных» — Ю

2007 год
- Baccano! — Найс Холистоун
- Dragonaut: The Resonance — Рёко Какэй
- Prism Ark — Айра
- Saint October — Мисаки Хидзири (Красная Лоли)
- Sayonara, Zetsubou-Sensei — Каэрэ Кимура
- Shampoo Ouji — Жидкое Мыло
- Touka Gettan — Сёко Рокудзё
- «Отчаянные бойцы Бакуган» — Данма Кусо (Дан)

2008 год
- Akaneiro ni Somaru Saka — Сай Фудзимия
- Candy Boy — Сидзуку Сакурай
- Glass Maiden — Сара
- Kyo no Gononi — Рёта Сато
- Macademi Wasshoi! — Синклавия
- Masquerade Maid Guy — Мива Хирано
- Negima!: Magister Negi Magi — Сэцуна Сакурадзаки
- School Rumble OVA — Лала Гонсалес
- Sekirei — Акицу
- Tegami Bachi — Елена Бланк
- World Destruction: Sekai Bokumetsu no Rokunin — Рия Драгнелл
- (Zoku) Sayonara, Zetsubou-Sensei — Каэрэ Кимура

2009 год
- Basquash! — Кроли
- Denpa teki na Kanojo — Мия Сацуки
- Gintama — Аямэ Сарутобэ
- Higepiyo — Хироси Хата
- Kyo no Gononi — Рёта Сато
- Maria Holic — Мария Сидо
- Negima!: Magister Negi Magi — Сэцуна Сакурадзаки
- Nyan Koi! — Наги Итиносэ
- Saki — Юми Кадзики
- Umineko no Naku Koro ni — Канон
- Zan: Sayonara, Zetsubou-Sensei — Каэрэ Кимура

2010 год
- Arakawa Under the Bridge — Амазонка
- B-gata H-kei — Кёка Канэдзё
- Dance in the Vampire Bund — Мейрен
- Gintama — Аямэ Сарутобэ
- Hyakka Ryouran Samurai Girls — Матабэ Гото
- MonHun Nikki Girigiri Airu Mura: Airu Kiki Ippatsu — Няйто
- Ookami Kakushi — Хироси Кудзуми
- Seikimatsu Occult Gakuin — Тихиро Кавасима
- Seitokai Yakuindomo — Наруко Ёкосима
- So Ra No Wo To — Рио Кадзумия
- «Староста-горничная» — Сидзуко Кага

2011 год
- «Врата;Штейна» — Лука Урусибара

2012 год
- Danshi Koukousei no Nichijou — Янагин

2013 год
- Hyperdimension Neptunia: The Animation — Рэй Кисэйдзё
- Shingeki no Kyojin — Саша Браус
- Steins;Gate: Fuka Ryouiki no Déjà Vu — Лука Урусибара

2014 год
- Seitokai Yakuindomo* — Наруко Ёкосима

2015 год
- Shingeki! Kyojin Chuugakkou — Саша Браус

2016 год
- Watashi ga Motete Dousunda — Каэ Сэринума

2017 год
- Shingeki no Kyojin 2 — Саша Браус

2018 год
- Shingeki no Kyojin 3 — Саша Браус
- «Врата;Штейна 0» — Лука Урусибара

2019 год
- Fate/Grand Order - Absolute Demonic Front: Babylonia — Энкиду

2020 год
- Dorohedoro — Нои
- Shingeki no Kyojin The Final Season — Саша Браус
- Somali and the Forest Spirit — Кикила

2021 год
- To Your Eternity — Сандер